# 維瑟爾施泰因山 (滕嫩山脈)
47°32′3″N 13°13′31″E / 47.53417°N 13.22528°E

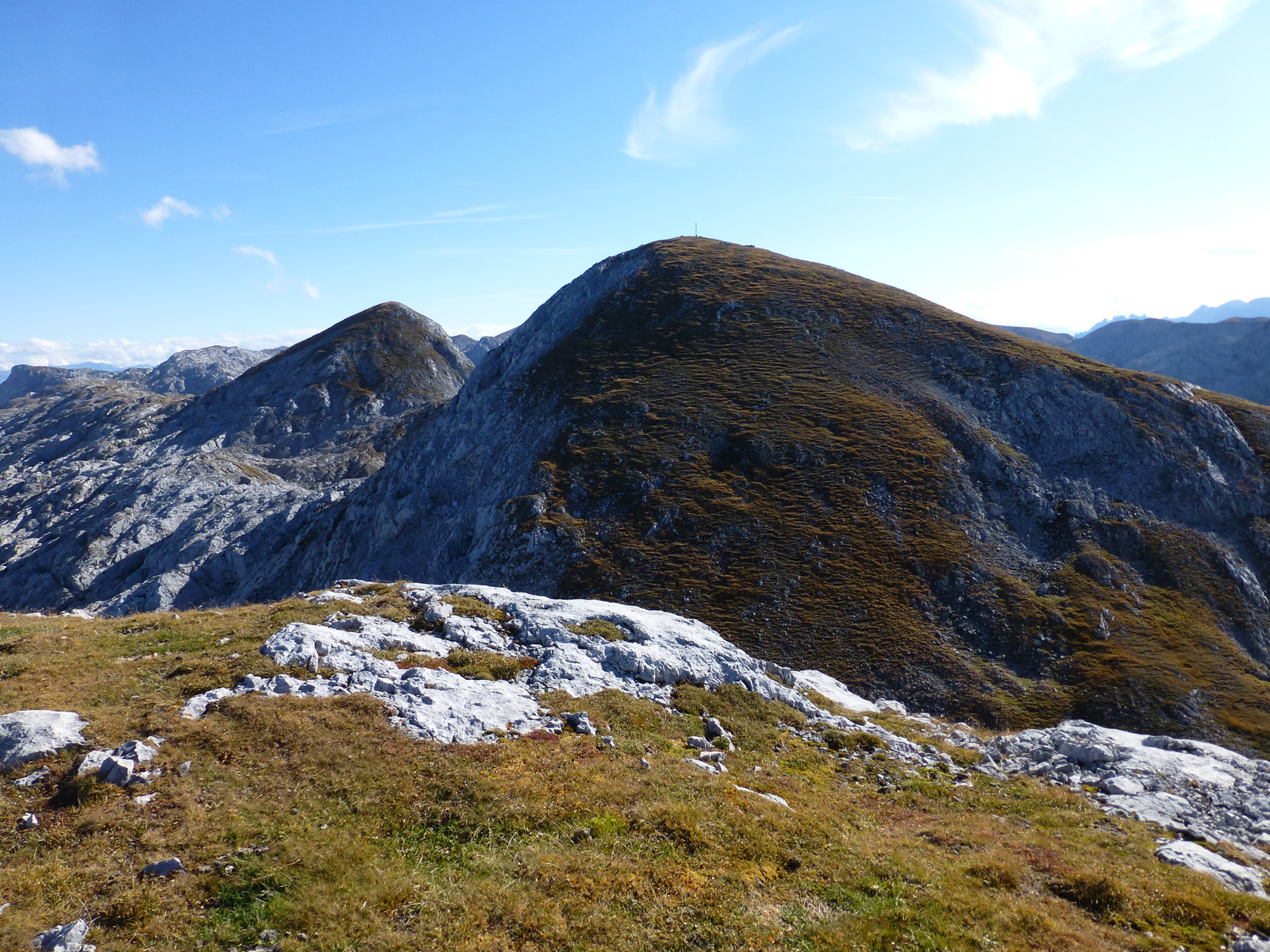

維瑟爾施泰因山（德語：Wieselstein），是奧地利的山峰，位於該國中部，由薩爾茨堡州負責管轄，屬於北石灰岩山脈中滕嫩山脈的一部分，海拔高度2,315米。